# Hellhound Records
Hellhound Records war ein Berliner Independent-Label, das sich auf Künstler des Doom Metals spezialisiert hatte. In der Eigenbeschreibung nannte die Firma sich „Das härteste Label der Welt“. Popularität erlangte Hellhound insbesondere durch den Verlag bekannter Doom-Bands wie Saint Vitus und The Obsessed. In den frühen 1990er Jahren fokussierte sich das Label hinzukommend auf Interpreten aus dem Bundesstaat Maryland und machte regionale Künstler wie Internal Void, Iron Man, Revelation, Wretched und Unorthodox bekannt.
Für den Vertrieb in den Vereinigten Staaten kooperierte das Label mit Noise Records. Der Kooperationspartner Noise gab, nachdem Hellhound aufgrund der finanziellen Belastung die Tätigkeit eingestellt hatte, weiterhin jüngere Veröffentlichungen des Labels heraus. Weitere Alben des Labels wurden im Nachhinein von populären Firmen wie Southern Lord, Season of Mist sowie von Leaf Hound Records herausgegeben.

## Katalog
| Katalog-Nr. | Jahr | Interpret          | Albumtitel                          |
| ----------- | ---- | ------------------ | ----------------------------------- |
| HELL 001    | 1989 | Eddie Dixon        | Relentless                          |
| HELL 002    | 1989 | Jingo de Lunch     | Axe To Grind                        |
| HELL 003    | 1989 | Scarlet            | Red Alert                           |
| HELL 004    | 1989 | God B.C.           | God B.C.                            |
| HELL 005    | 1989 | Saint Vitus        | V                                   |
| HELL 006    | 1989 | Toxic Reasons      | Anything For Money                  |
| HELL 007    | 1990 | Lazy Cowgirls      | How It Looks, How It Is             |
| HELL 008    | 1990 | The Obsessed       | The Obsessed                        |
| HELL 009    | 1990 | Count Raven        | Storm Warning                       |
| HELL 010    | 1990 | Saint Vitus        | Live                                |
| HELL 011    | 1991 | Hyste’riah G.B.C.  | Snakeworld                          |
| HELL 012    | 1991 | Angelus            | Kneel Down And Pray                 |
| HELL 013    | 1991 | Pigmy Love Circus  | Drink Free Forever!                 |
| HELL 014    | 1991 | Sampler            | What The Hell (Labelsampler)        |
| HELL 015    | 1992 | The Obsessed       | Lunar Womb                          |
| HELL 016    | 1992 | Pigmy Love Circus  | When Clowns Become Kings            |
| HELL 017    | 1992 | Saint Vitus        | C.O.D.                              |
| HELL 018    | 1993 | Internal Void      | Standing On The Sun                 |
| HELL 019    | 1993 | Count Raven        | High On Infinity                    |
| HELL 020    | 1993 | Revelation         | Never Comes Silence                 |
| HELL 021    | 1993 | Unorthodox         | Asylum                              |
| HELL 022    | 1993 | Iron Man           | Black Night                         |
| HELL 023    | 1993 | Lost Breed         | The Evil In You And Me              |
| HELL 024    | 1993 | Wretched           | Life Out There 025 Buzzard Churp!!! |
| HELL 026    | 1993 | Count Raven        | Destruction Of The Void             |
| HELL 027    | 1993 | Year Zero          | Nihil’s Flame                       |
| HELL 028    | 1994 | Vortex Of Insanity | Social Decay                        |
| HELL 029    | 1994 | The Obsessed       | The Church Within                   |
| HELL 030    | 1994 | Unorthodox         | Balance Of Power                    |
| HELL 031    | 1994 | Wretched           | Psychosomatic Medicine              |
| HELL 032    | 1994 | Sampler            | Hellhound Compilation               |
| HELL 033    | 1994 | Lost Breed         | Save Yourself                       |
| HELL 034    | 1994 | Iron Man           | The Passage                         |
| HELL 035    | 1995 | Saint Vitus        | Die Healing                         |
| HELL 036    | 1995 | Revelation         | …Yet So Far                         |
| HELL 037    | 1995 | Blood Farmers      | Blood Farmers                       |
| HELL 038    | 1995 | Year Zero          | Creation                            |
| HELL 039    | 1995 | Hundred Years      | Hundred Years                       |
| HELL 040    | 1995 | It Is I            | Evolve                              |
| HELL 041    | 1995 | Wretched           | Center Of The Universe              |
| HELL 042    | 1996 | Count Raven        | Messiah Of Confusion                |

## Wiederveröffentlichungen
| Jahr | Interpret     | Albumtitel                            | Label                   |
| ---- | ------------- | ------------------------------------- | ----------------------- |
| 2004 | Saint Vitus   | V                                     | Southern Lord           |
| 2005 | Saint Vitus   | Live                                  | Southern Lord           |
| 2010 | Saint Vitus   | Die Healing (LP)                      | Buried By Time And Dust |
| 2013 | Saint Vitus   | Die Healing                           | Season Of Mist          |
| 2014 | Saint Vitus   | Die Healing (MC)                      | Easyrider Records       |
| 2013 | Saint Vitus   | C.O.D.                                | Season Of Mist          |
| 2000 | The Obsessed  | The Obsessed                          | Tolotta Records         |
| 2006 | The Obsessed  | Lunar Womb                            | MeteorCity Records      |
| 2012 | The Obsessed  | The Church Within (Doppel-Vinyl-Maxi) | Eigenvertrieb           |
| 2013 | The Obsessed  | The Church Within                     | Real Gone Music         |
| 2005 | Count Raven   | Storm Warning                         | Cyclone Empire          |
| 2005 | Count Raven   | Destruction of the Void               | Cyclone Empire          |
| 2005 | Count Raven   | High on Infinity                      | Cyclone Empire          |
| 2005 | Count Raven   | Messiah of Confusion                  | Cyclone Empire          |
| 2007 | Revelation    | Never Comes Silence                   | Leaf Hound Records      |
| 2010 | Revelation    | Never Comes Silence                   | Shadow Kingdom Records  |
| 2009 | Revelation    | …Yet So Far                           | Shadow Kingdom Records  |
| 2009 | Iron Man      | Black Night                           | Shadow Kingdom Records  |
| 2009 | Iron Man      | Black Night (Doppel-Vinyl-Maxi)       | Shadow Kingdom Records  |
| 2007 | Iron Man      | The Passage                           | Leaf Hound Records      |
| 2010 | Iron Man      | The Passage                           | Shadow Kingdom Records  |
| 2014 | Iron Man      | The Passage (LP)                      | Shadow Kingdom Records  |
| 2007 | Unorthodox    | Asylum                                | Bipolar Demand Records  |
| 2007 | Wretched      | Center of the Universe                | Highland Ridge Records  |
| 2008 | Blood Farmers | Blood Farmers                         | Leaf Hound Records      |
| 2013 | Internal Void | Standing On The Sun (Doppelalbum)     | Svart Records           |
| 2013 | Lost Breed    | The Evil In You And Me                | Shadow Kingdom Records  |
| 2013 | Lost Breed    | Save Yourself                         | Shadow Kingdom Records  |